# موريس دويل
موريس دويل (بالإنجليزية: Maurice Doyle)‏ (17 أكتوبر 1969 في المملكة المتحدة - ) هو لاعب كرة قدم بريطاني في مركز الوسط. لعب مع ذا نيو سينتس وشروزبري تاون وكوينز بارك رينجرز ونادي كرو ألكساندرا ونادي ميلوول ووولفرهامبتون واندررز ونادي أوزورتي تاون ‏ ونادي تلفورد يونايتد.

## وصلات خارجية
- موريس دويل على موقع قاعدة بيانات كرة القدم.إي يو (الإنجليزية)
- موريس دويل على موقع Soccerbase.com (لاعب) (الإنجليزية)
- موريس دويل على موقع عالم كرة القدم.نت (الإنجليزية)